# Зијад Арсланагић
Зијад Арсланагић (Требиње, 18. април 1936 — 7. јануар 2020) био је југословенски и босанскохерцеговачки фудбалер. Има један наступ за репрезентацију Југославије.
Након почетне епизоде у локалном малом клубу, ФК Гимназијалац, потписао је уговор за најистакнутији градски клуб, ФК Леотар, где је играо у периоду од 1953. до 1956. Те године је био принуђен на одлазак због обавезног војног рока. Убрзо је потписао за локални клуб ФК Раковица. Године 1958. каријеру наставља у Сарајеву, који се, тада, налазио у Првој лиги Југославије. Касније одлази у Олимпију из Љубљане. Године 1967, Зијад одлази у иностранство, тачније у Белгију, где је потписао за клуб К. Беринген. Већ следеће године се сели у Немачку где почиње да игра за Тасманију 1900 Берлин и ту остаје до краја играчке каријере.
Одиграо је једну утакмицу за репрезентацију СФР Југославије, 7. новембра 1965. у квалификацијама за Светско првенство 1966. у Београду против Норвешке за нерешен исход од 1:1.